# Pontificia Universidad Católica de Chile

Bandera de la Pontificia Universidad Católica de Chile.

La Pontificia Universidad Católica de Chile —coloquialmente conocida como «la Católica», «la Cato», «la PUC» o «la UC»— es una universidad privada tradicional de dicho país, una de las trece universidades católicas en el sistema universitario chileno y una de las seis universidades católicas tradicionales del país. Es considerada una universidad compleja, que desarrolla una gran actividad investigativa en numerosas áreas del saber, ha sido catalogada por varios ranking como "La mejor universidad de Chile" y una de las mejores de América Latina, destacando por su prestigio a nivel nacional.
Fue creada el 21 de junio de 1888, por el arzobispado de Santiago de Chile. La Santa Sede le concedió el título de «Pontificia» en febrero de 1930. Al ser una universidad pontificia, depende directamente de la Santa Sede y de la Iglesia católica chilena, por medio del arzobispado de Santiago. Aunque no pertenece al Estado chileno, parte sustancial de su presupuesto corresponde a transferencias estatales bajo diferentes conceptos. Forma parte del Consejo de Rectores de las Universidades Chilenas (CRUCH), de la Red Universitaria Cruz del Sur (RUCS), y la Red Universitaria G9 (G9).
Su Casa Central se encuentra en la comuna de Santiago y su campus regional, en la ciudad de Villarrica (Región de la Araucanía). La Universidad está integrada por 34 escuelas e institutos agrupados en 18 facultades, además de un programa de estudios generales (College UC) y un campus regional (Villarrica), que en 2018 ofrecían en conjunto 61 carreras, 104 programas de pregrado, 97 de magíster, 35 doctorados, 79 postítulos, 64 de ellos de especialización médica y 5 de especialidades odontológicas. Hasta 2018, los alumnos regulares eran 31 270 (26 197 de pregrado, 3160 de magíster, 1169 de doctorado y 744 de postítulo). La planta académica ascendía a 3555 docentes y el personal administrativo, a 3273 funcionarios. En líneas generales esta institución cuenta con un total de 11 935 empleados.
Actualmente se encuentra acreditada por la Comisión Nacional de Acreditación (CNA-Chile) por un período de 7 años (de un máximo de 7), desde diciembre de 2018 hasta diciembre de 2025.Figura en la posición 1 dentro de las universidades chilenas según la clasificación webométrica SCImago Institutions Rankings (SIR) 2024.Está en la posición 2 según el ranking de Webometrics 2024. Es una de las cuatro universidades chilenas que figuran en el Ranking Académico de las Universidades del Mundo (ARWU o Shanghái), adjudicándose el lugar 2.Está en la posición 1 a nivel nacional en el QS Rankings 2024.Está en la posición 1 a nivel nacional en el ranking Times Higher Education 2024.

## Historia

### Antecedentes

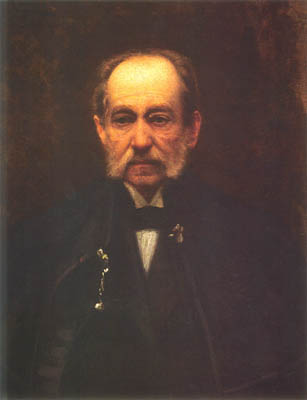
Abdón Cifuentes, impulsor de la Universidad.

La idea de fundar una universidad católica en Chile fue promovida por los dirigentes del catolicismo chileno de fines del siglo XIX y apoyada tanto por la masa de fieles católicos como por la jerarquía eclesiástica de entonces.
Por medio de la fundación de una universidad propia, privada y autónoma, la Iglesia Católica en Chile quiso responder a las tendencias liberales de la época, como las leyes laicas, promovidas durante el gobierno del presidente Domingo Santa María.
En Chile se produjeron los mismos conflictos, en términos de religión y laicismo, que tuvieron lugar en el resto el mundo, a pesar de que la Constitución de 1833, en su artículo 5.º, estipulaba que la religión oficial de la República era la Católica. Sin embargo, los primeros gobiernos republicanos vieron en la educación el instrumento más importante para hacer progresar el país. El nuevo gobierno republicano, surgido después de la Independencia de Chile, fundó en 1813 el Instituto Nacional, organizó en 1837 el Ministerio de Justicia, Culto e Instrucción Pública y creó en 1842 la Universidad de Chile, bajo cuya supervisión colocó a toda la educación nacional. De igual manera, posteriormente creó el Ministerio de Instrucción Pública con el fin de que dirigiera y supervigilara la educación primaria, la cual dejó de depender de la Universidad de Chile.
A pesar de que la Iglesia Católica mantenía sus propios colegios conventuales y parroquiales, colaboró con el Estado y aceptó la tutela de este mientras fuese un Estado católico. Sin embargo, a partir de la mitad del siglo XIX, empezaron a imponerse en la educación pública las tendencias laicas que querían privar a la Iglesia de toda enseñanza y encargar la educación al Estado.
En 1871, asumió el Ministerio de Justicia, Culto e Instrucción Pública Abdón Cifuentes, quien era un ferviente católico. El 15 de diciembre de 1872, el ministro dictó un decreto que facultó a los colegios particulares a adoptar los planes de enseñanza que estos estimasen convenientes, cuestión que favorecía la enseñanza católica. Los alumnos particulares ya no rendirían sus exámenes ante la Universidad de Chile, sino que lo harían ante sus propios establecimientos. Sin embargo, el decreto provocó tal resistencia que el ministro hubo de renunciar. Su sucesor estableció que los colegios particulares debían rendir sus exámenes en los colegios públicos, lo que posteriormente se vio reformado cuando se estableció que debían hacerlo ante comisiones nombradas por el Consejo de Instrucción Pública.

### Fundación y primeros años

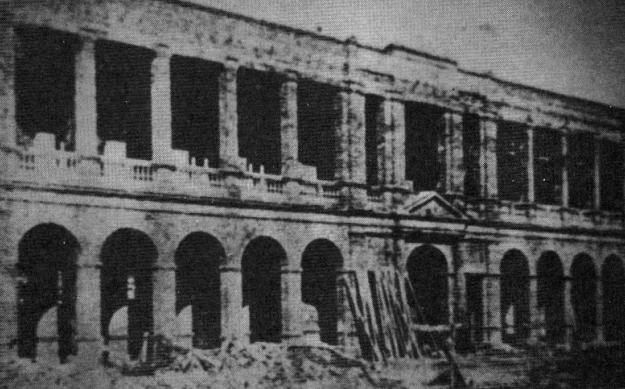
Fotografía que muestra la construcción de la Casa Central de la Universidad Católica entre 1910 y 1914.

Bajo el liderazgo de Abdón Cifuentes, en un esfuerzo por contrarrestar el empuje de la educación fiscal y con la finalidad de formar una clase dirigente educada en los valores católico-conservadores, se creó la universidad, mediante un decreto de monseñor Mariano Casanova, arzobispo de Santiago, el 21 de junio de 1888 bajo el nombre de Universidad Católica de Santiago de Chile. Sus primeras escuelas serían las de derecho y matemáticas y su primer rector fue monseñor Joaquín Larraín Gandarillas.
En 1894, la casa de estudios abrió su carrera de arquitectura —fundada por el arquitecto Eugène Joannon, entre otros—, siendo la primera universidad en Chile en abarcar este ámbito académico de manera formal, comenzando su funcionamiento en la Casa Central para trasladarse posteriormente al campus Lo Contador en la comuna de Providencia.

### La Universidad Católica y la primera mitad delsigloXX
El 11 de febrero de 1930, fue declarada Universidad Pontificia por el papa Pío XI.
Bajo la dirección de monseñor Carlos Casanueva, se crearon las facultades de tecnología, teología, comercio, filosofía, ciencias de la educación, y medicina. Posteriormente, se fundaron el Club Deportivo Universidad Católica (1937) y el Hospital Clínico de la Pontificia Universidad Católica de Chile.
En 1953 se le concedió plena y definitiva autonomía académica a la universidad, pues antes de dicho año sus egresados tenían que rendir examen ante la Universidad de Chile para recibir su título. Por otro lado, el 21 de agosto de 1959 se iniciaron oficialmente las transmisiones de la Corporación de Televisión de la Universidad Católica de Chile, a cargo de un grupo de ingenieros del Departamento de Investigaciones Científicas y Tecnológicas de la casa de estudios. Esta casa televisiva, más conocida como Canal 13, permaneció en la propiedad de la universidad hasta 2010, año en el que vendió el 67 % al Grupo Luksic, manteniendo la Universidad, una participación minoritaria del 33 %. En 2017 se resolvió la venta de ese porcentaje final, desligándose por completo del antiguamente llamado "canal del Angelito".

### Años 1960 y la reforma universitaria
No obstante su carácter confesional y adscrita a la Iglesia, la universidad no estuvo ajena a los acontecimientos que se vivieron tanto a nivel universitario como nacional e internacional. Gran influencia tuvo, entre otros factores, la llegada de exalumnos de esa casa de estudios a puestos importantes en la vida pública nacional, tales como Raúl Silva Henríquez, al asumir el arzobispado de Santiago y luego ser nombrado cardenal, y Eduardo Frei Montalva, al llegar a la presidencia de la República.
La reforma universitaria tuvo grandes episodios, como los vividos en 1967 cuando los estudiantes, agrupados en la FEUC (Federación de Estudiantes) protestaron por la continuidad del rector Alfredo Silva Santiago, ante lo cual decidieron ocupar el edificio de la Casa Central. Silva Santiago renunció y en un claustro formado por autoridades eclesiásticas, académicas y estudiantiles se eligió a Fernando Castillo Velasco, el primer no eclesiástico en asumir este cargo, en el cual fue confirmado poco después por la Santa Sede. Uno de los hechos más curiosos fue la colocación de un enorme lienzo que rezaba «Chileno: El Mercurio miente», con el cual protestaban ante la acusación del periódico matutino del mismo nombre que acusaba una supuesta intervención de partidos marxistas en la protesta.
En el plano político, se destacó el surgimiento en esta universidad de dos movimientos políticos que marcarían los años posteriores: el MAPU (Movimiento de Acción Popular Unitaria), formado por exdemócratas cristianos que buscaban más acercamiento a la izquierda, y el Gremialismo, inclinado hacia la derecha e influenciado por la doctrina de la Escuela de Chicago y del cual surgiría la UDI (Unión Demócrata Independiente).

### La universidad entre 1967 y 1973
Durante la rectoría de Castillo Velasco, se puso en marcha un plan de creación de centros de investigación, además de una mayor contratación académica, y se promovió la creación de sedes en provincias (Talca, Talcahuano, Temuco y Villarrica). Durante este periodo, el gobierno de la universidad fue compartido por los estamentos eclesiástico, académico, funcionario y estudiantil. A partir de la Doctrina social de la Iglesia, en 1968, la UC crea como reforma universitaria el Departamento Universitario Obrero Campesino de la Universidad Católica de Chile (DuocUC).
A partir de la elección de Salvador Allende como presidente, se produjo una soterrada pugna entre la Federación de Estudiantes, dirigida entonces por el gremialismo, y el rector Castillo, de militancia demócrata cristiana, al cual acusaban de ser influenciado por la izquierda. Castillo renunció a su cargo pero fue reelegido por el claustro universitario como rector.
Tras el golpe de Estado de 1973, el gobierno de la universidad fue asumido por el vicealmirante Jorge Swett Madge en calidad de rector delegado.

### Situación durante la dictadura militar
El Golpe de Estado en Chile de 1973 puso fin al periodo de Fernando Castillo Velasco y las nuevas autoridades nombraron rector delegado al vicealmirante en retiro Jorge Swett Madge, quien respetó la catolicidad de la Universidad y su estatus de Pontificia. Durante su rectorado debió sortear difíciles problemas económicos, pero fomentó el desarrollo de la docencia y la investigación, además de construir la infraestructura adecuada para la época, lo que permitió a la UC destacarse dentro del sistema nacional.
Durante esa época se creó la Escuela de Derecho en la Sede Regional Talcahuano, que hoy es la Facultad de Derecho de la Universidad Católica de la Santísima Concepción.
La Universidad Católica enfrentó muertes de académicos durante el periodo de la dictadura, los cuales participaban a su modo de actividades que las autoridades militares calificaban de subversivas. Dos fueron los casos de mayor impacto en la Universidad: el de Jaime Ignacio Ossa Galdames (32), profesor de castellano y militante del MIR (Movimiento de Izquierda Revolucionaria), detenido el 20 de octubre de 1975 y asesinado por la DINA; y el de José Eduardo Jara, estudiante de periodismo que había sido secuestrado junto con Cecilia Alzamora el 23 de julio por el COVEMA, quien murió a consecuencia de torturas el 2 de agosto de 1980.
Por otro lado, surgió un conflicto entre la autoridad eclesiástica de la arquidiócesis de Santiago y la rectoría de la Universidad debido a que el Gran canciller y Arzobispo, el cardenal Raúl Silva Henríquez, lideraba la Vicaría de la Solidaridad, que daba asistencia y protección judicial a los opositores al régimen que sufrían persecución y torturas. Esto no fue del agrado de las autoridades del régimen militar ni del rector designado, un oficial de la Armada, quien solicitó a la Santa Sede el relevo de Monseñor Silva Henríquez como Gran canciller, título que le correspondía por derecho propio. Así, fue designado en calidad de «pro-gran canciller» Monseñor Jorge Medina Estévez, futuro obispo y cardenal de la Iglesia, afín al régimen militar. Monseñor Medina dejó el cargo en 1983, cuando Silva renunció al arzobispado de Santiago por motivos de edad. Ese año asumió como gran canciller el nuevo arzobispo, Monseñor Juan Francisco Fresno.
A fines de 1984, Jorge Swett presentó su renuncia y se nombró al médico y académico Juan de Dios Vial Correa como rector. En sus quince años en la conducción de la UC, el rector Vial promovió la modernización de la Universidad, fomentó los programas de postgrado, dio inicio a nuevas carreras de pregrado y fortaleció el cuerpo docente. Su conducción llevó a la institución a un reconocimiento académico internacional.
A instancias del rector Juan de Dios Vial, en 1988 la UC desarrolló un amplio programa de actividades para celebrar su centenario que incluyó la creación del Centro de Extensión. La ocasión congregó a la comunidad universitaria, que incluía, en ese momento, más de 1500 profesores y casi 15 mil estudiantes. Se recibieron, además, todo tipo de homenajes y visitas, como la del prefecto de la Congregación para la Doctrina de la Fe, el entonces cardenal Joseph Ratzinger, luego Papa Benedicto XVI. Un año antes, en 1987, el Papa Juan Pablo II también había visitado la Pontificia Universidad Católica de Chile: fue el lugar elegido por el sumo pontífice para hablarle al mundo de la cultura, de la ciencia y de las artes.
De vuelta a la democracia, el 1 de abril de 1991 la Universidad vivió el asesinato del entonces senador de la República y profesor de la Faculta de Derecho, Jaime Guzmán Errázuriz, por parte de miembros del Frente Patriótico Manuel Rodríguez frente al Campus Oriente.
Durante ese período la universidad llevó a cabo un proceso descentralizador que le dio autonomía a sus sedes regionales, con excepción de la de Villarrica.
En 2012 WikiLeaks filtró un cable de la embajada estadounidense en Santiago de Chile, que señala la supuesta complicidad de doctores del Departamento de Anatomía Patológica de la Universidad Católica en la muerte del expresidente de Chile y exalumno de la universidad, Eduardo Frei Montalva, ocurrida el 22 de enero de 1982:

Less than one hour after his death, doctors from the Catholic University Pathological Anatomy Department came to Clinica Santa Maria and performed an autopsy of Frei without the family's consent. The highly unusual autopsy was allegedly performed in the hospital room where Frei died, using a ladder to hang the body upside down in order to drain bodily fluids into the bathtub. Some organs, and in particular those whose chemical compositions might indicate poisoning, were removed and destroyed, and the body was embalmed.
Menos de una hora después de su muerte [de Frei], doctores del Departamento de Anatomía Patológica de la Universidad Católica vinieron a la clínica Santa María y efectuaron la autopsia de Frei, sin la autorización de la familia. La muy inusual autopsia fue supuestamente efectuada en la habitación del hospital donde Frei murió, usando una escalera para colgar el cuerpo cabeza abajo para drenar sus fluidos en una tina [bañera]. Algunos órganos, y en particular aquellos cuya composición química podría indicar envenenamiento, fueron extraídos y destruidos, y el cuerpo fue embalsamado.
Cable secreto de la embajada de Estados Unidos en Santiago de Chile, del 11 de diciembre de 2009.

El 23 de noviembre de 2015 el rector Ignacio Sánchez realizó una emotiva ceremonia con casi un centenar de académicos que fueron exonerados de la UC después de 1973, y los invitó a reintegrarse de diferentes formas a la comunidad UC. A nombre de los académicos exonerados habló el sociólogo Manuel Antonio Garretón.

### Sedes regionales
Desde fines de la década de 1950, comenzó la aparición de instituciones católicas de educación superior en regiones. Las primeras fueron Talca y Temuco. Pero para funcionar requerían el apoyo de una universidad establecida facultada por ley para entregar títulos profesionales válidos. En la década de 1960, la Universidad Católica de Chile le dio tuición académica a las sedes regionales de Talca, Curicó, Concepción, Temuco y Villarrica. Con cada una se firmaron convenios específicos. Durante la rectoría de Fernando Castillo Velasco, se definió una política unitaria para estas sedes y pasaron a depender del vicerrector académico general de la universidad.
En 1981, al dictarse nueva legislación sobre educación superior, comenzó a formentarse la regionalización y comenzaron a nacer nuevas universidades locales. La Universidad Católica consideró la idea de separarse de sus sedes, pero los obispos de las diócesis correspondientes no estuvieron de acuerdo porque temían que esto hiciera desaparecer la presencia de la educación superior católica en regiones.
Desde fines de los años 1980 había comenzado ganar terreno en la UC la idea de que las sedes regionales se separan. Los problemas financieros y académicos que presentaban, impulsaba el convencimiento de que sería mejor constituirse como entidades independientes. Esto ocurrió finalmente en 1991, cuando se constituyeron como entidades independientes la Universidad Católica del Maule, la Universidad Católica de Temuco y la Universidad Católica de la Santísima Concepción (ex sede Talcahuano).
La única sede que aún permanece como parte de la Universidad Católica es la de Villarrica.

### Años 2000 en adelante
Juan de Dios Vial dejó la rectoría el año 2000 y fue seguido por el médico Pedro Pablo Rosso, quien promovió un nuevo plan de desarrollo. Durante su período estructuró un proyecto educativo amplio y flexible, apoyó las actividades de investigación y doctorado, fortaleció la Pastoral de la UC y el vínculo de la Universidad con la Sociedad.
En 2010 fue sucedido por otro médico, el entonces decano de la Facultad de Medicina, Ignacio Sánchez Díaz, quien ejerció el cargo hasta marzo de 2025.
Durante la rectoría de Ignacio Sánchez se concretó la segunda visita de un Papa a la Universidad. El 17 de enero de 2018, el papa Francisco visitó la Universidad Católica reuniéndose con el mundo académico y de la cultura en la Casa Central de la UC.
El 18 de marzo de 2025, tras 15 años como rector, Ignacio Sánchez fue sucedido por el ingeniero Juan Carlos de la Llera, quien asumió como rector de la Universidad.

## Gobierno y autoridades
La autoridad máxima de la universidad es el Gran Canciller, quien es el nexo entre la Universidad y la Iglesia católica. No obstante, a pesar de ser la máxima autoridad, este no se involucra en el gobierno de la universidad, quedando reservada esta tarea para el rector, quien es la máxima autoridad en aquella área. Este es auxiliado en esta labor por las autoridades del Consejo Superior, que incluye a representantes del estamento estudiantil, específicamente al presidente de la FEUC y el consejero superior.
En sus estatutos, la Universidad determina:

En caso de vacancia de la Sede Arzobispal de Santiago o de Administración Apostólica «sede plena» de la misma, ejercerá las funciones de la Gran Cancillería, con el título de Pro-Gran Canciller, el prelado que administre la arquidiócesis.

La universidad está organizada en distintas unidades académicas. Entre estas unidades se encuentran las facultades, las cuales están dirigidas por un decano. Algunas facultades están compuestas por unidades académicas menores, las cuales pueden ser escuelas o institutos, y que son dirigidas por sus respectivos directores, los cuales están bajo la autoridad del decano de la facultad de la cual depende la escuela o instituto. Por ejemplo, la Facultad de Ciencias Sociales agrupa al Instituto de Sociología, a la Escuela de Psicología y a la Escuela de Trabajo Social.
Además de las facultades, el Campus Regional Villarrica también cuenta como una unidad académica y, como tal, es dirigida por su director.
Desde 1938, los alumnos se encuentran organizados en la Federación de Estudiantes de la Universidad Católica de Chile (FEUC).

### Autoridades actuales

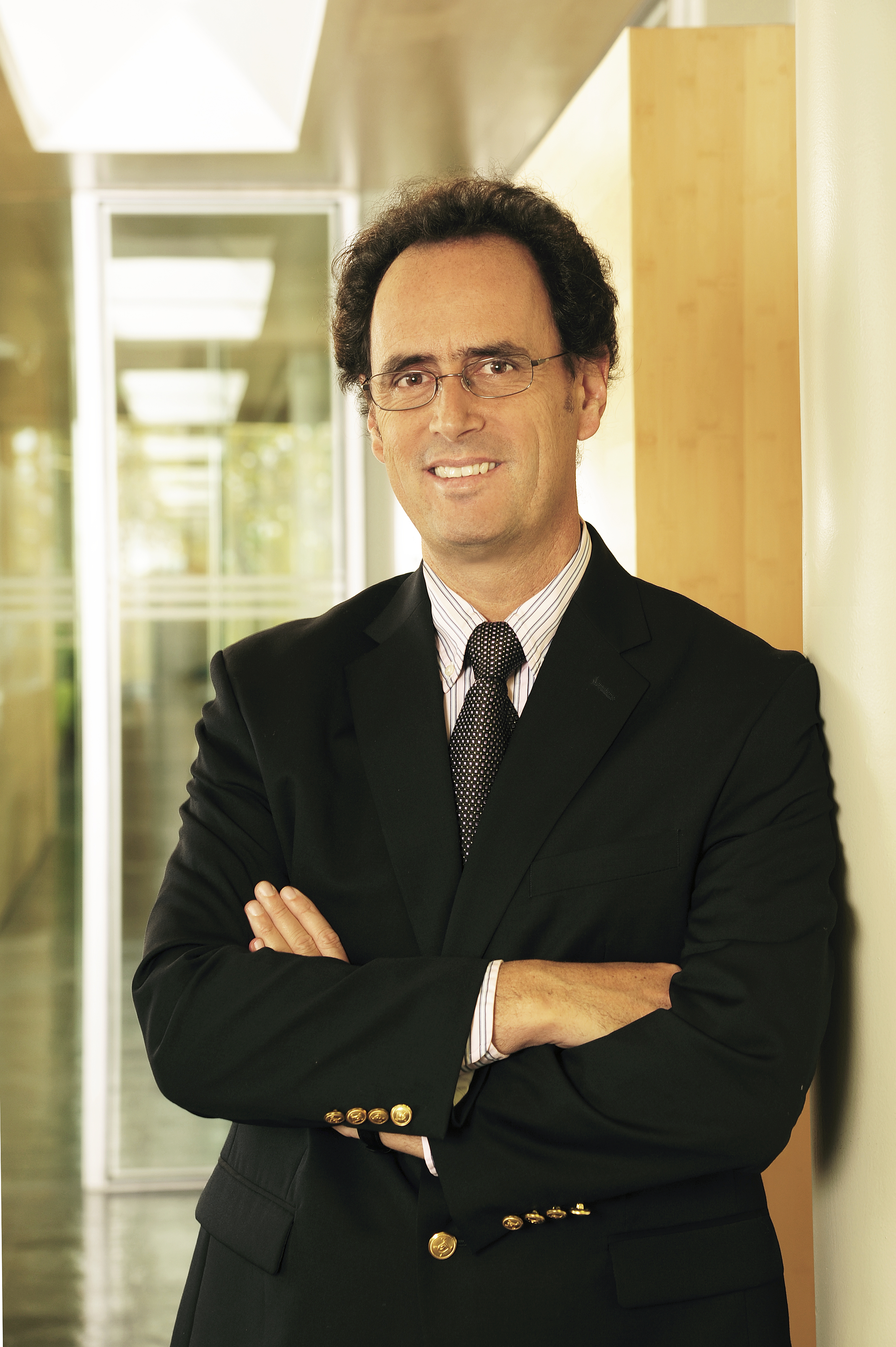
Juan Carlos de la Llera, rector de la Universidad Católica desde marzo de 2025.

Las autoridades de la Universidad son las siguientes:
- Gran Canciller: Cardenal Fernando Chomali Garib.[40]
- Vice Gran Canciller: Padre Osvaldo Fernández de Castro Peñafiel.[41]
- Rectoría: Juan Carlos de la Llera.
- Prorrectoría: Mariane Krause Jacob.
- Prorrectoría de Gestión Institucional: Francisco Gallego Yáñez.
- Secretaría general: Juan Eduardo Ibáñez Gomien[42]
- Vicerrectoría Académica: Mario Ponce Acevedo.
- Vicerrectoría de Investigación: María Angélica Fellenberg Plaza.
- Vicerrectoría Económica: María Fernanda Vicuña Ureta.
- Vicerrectoría de Comunicaciones y Extensión Cultural: Eduardo Arriagada Cardini.
- Vicerrectoría de Asuntos Internacionales: María Montt Strabucchi.

### Rectores de la Pontificia Universidad Católica
Desde la fundación de la Pontificia Universidad Católica de Chile, el 21 de junio de 1888, han ocupado el cargo de rector mayoritariamente dignatarios eclesiásticos designados por la Santa Sede. No obstante, después de la reforma universitaria, el cargo ha sido ejercido por personeros del mundo laico. Sólo en el periodo inmediatamente posterior a la reforma, el cargo de rector fue elegido por la comunidad universitaria. Los rectores desde su fundación hasta el día de hoy han sido los siguientes:
| Nombre                               | Periodo       | Observaciones                                                                                              |
| ------------------------------------ | ------------- | --- |
| Monseñor Joaquín Larraín Gandarillas | 1888-1897     | Primer rector de la Universidad                                                                            |
| Monseñor Jorge Montes Solar          | 1897-1898     | Rector eclesiástico                                                                                        |
| Monseñor Rodolfo Vergara Antúnez     | 1898-1914     | Rector eclesiástico                                                                                        |
| Monseñor Martín Rucker Sotomayor     | 1914-1919     | Rector eclesiástico                                                                                        |
| Monseñor Carlos Casanueva Opazo      | 1919-1953     | Rector eclesiástico                                                                                        |
| Monseñor Alfredo Silva Santiago      | 1953-1967     | Arzobispo de Concepción, rector y gran canciller de la Universidad                                         |
| Fernando Castillo Velasco            | 1967-1973     | Único rector elegido por la comunidad universitaria. Exonerado de su cargo luego del golpe militar de 1973 |
| Vicealmirante (R) Jorge Swett Madge  | 1973-1984     | Rector designado por la dictadura y posteriormente confirmado por la Santa Sede                            |
| Juan de Dios Vial Correa             | 1984-2000     | Rector designado por la dictadura y posteriormente confirmado por la Santa Sede                            |
| Pedro Pablo Rosso                    | 2000-2010     | Rector designado por la Santa Sede                                                                         |
| Ignacio Sánchez Díaz                 | 2010-2025     | Rector designado por la Santa Sede                                                                         |
| Juan Carlos de la Llera              | 2025-presente | Rector designado por la Santa Sede                                                                         |

### Gran canciller de la Pontificia Universidad Católica
El representante oficial de la autoridad eclesiástica y de la Santa Sede en la Universidad es el gran canciller. Por derecho propio, este título corresponde al arzobispo de Santiago que se encuentra en ejercicio. El gran canciller no participa generalmente de la parte académica de la Universidad, aunque sí tiene voz y voto en el Consejo Superior de la Universidad, órgano que toma las decisiones más importantes dentro de la institución. Además, vela por el cumplimiento de los principios católicos fundacionales de la Universidad en todas las tareas que esta realiza.
Según los estatutos de la Universidad, el gran canciller podrá delegar en un vice gran canciller todas o algunas de las responsabilidades y atribuciones propias del oficio.
Los grandes cancilleres de la Universidad desde su fundación hasta hoy han sido:
| Gran canciller de la Pontificia Universidad Católica de Chile | Gran canciller de la Pontificia Universidad Católica de Chile                       | Gran canciller de la Pontificia Universidad Católica de Chile |
| N.º                                                           | Nombre                                                                              | Periodo                                                       |
| ------------------------------------------------------------- | ----------------------------------------------------------------------------------- | ------------------------------------------------------------- |
| I                                                             | Monseñor Mariano Jaime Casanova y Casanova                                          | 1886-1908                                                     |
| II                                                            | Monseñor Juan Ignacio González Eyzaguirre                                           | 1908-1918                                                     |
| III                                                           | Monseñor Crescente José Errázuriz Valdivieso                                        | 1918-1931                                                     |
| IV                                                            | Monseñor José Horacio Campillo Infante                                              | 1931-1939                                                     |
| V                                                             | Cardenal José María Caro Rodríguez                                                  | 1939-1958                                                     |
| VI                                                            | Monseñor Alfredo Silva Santiago                                                     | 1961-1967                                                     |
| VII                                                           | Cardenal Raúl Silva Henríquez, S. D. B.                                             | 1967-1974                                                     |
| VIII                                                          | Cardenal Jorge Arturo Medina Estévez (en calidad de pro-gran canciller)             | 1974-1983                                                     |
| IX                                                            | Cardenal Juan Francisco Fresno Larraín                                              | 1983-1989                                                     |
| X                                                             | Cardenal Carlos Oviedo Cavada, O. de M.                                             | 1990-1998                                                     |
| XI                                                            | Cardenal Francisco Javier Errázuriz Ossa, I. S. P. Sch.                             | 1998-2011                                                     |
| XII                                                           | Cardenal Ricardo Ezzati Andrello, S. D. B.                                          | 2011-2019                                                     |
| XIII                                                          | Cardenal Celestino Aós Braco (en calidad de pro-gran canciller y de gran canciller) | 2019-2023                                                     |
| XIV                                                           | Cardenal Fernando Chomali Garib                                                     | 2023-                                                         |

## Himno de la universidad
Basándose en una melodía utilizada por la hinchada del club inglés Manchester United, Charles Bown Shirer y Alberto Buccicardi, exjugadores del Club Deportivo Universidad Católica y editores de la revista Estadio, y Pedro Fornazzari escribieron la letra del himno del club deportivo, al que se agregarían los arreglos musicales de Vicente Bianchi. El arreglo musical fue compuesto por Próspero Bisquertt. Fue utilizado por primera vez en 1937.
Este himno se hizo muy popular y en 1969, durante la rectoría de Fernando Castillo Velasco, se transformó en el himno oficial tanto de la universidad como de Canal 13.
- Wikisource contiene la transcripción del himno de la Pontificia Universidad Católica de Chile.

## Infraestructura
La Pontificia Universidad Católica de Chile cuenta con cuatro campus en la ciudad de Santiago: Casa Central, San Joaquín, Oriente y Lo Contador, que suman una superficie total de 330 741 m² construidos en 623 692 m² de terreno. El acceso inalámbrico a Internet es posible en todos ellos.
En lo que respecta a infraestructura destinada a laboratorios de investigación y servicios, la universidad mantiene 13 700 m² construidos aproximadamente. Los espacios destinados a deportes y recreación suman 4 738 m² más 194 491 m² de canchas y circuitos deportivos.
Además, la Universidad cuenta con un Campus Regional en la Araucanía: el Campus Villarrica, que tiene 1664 m² construidos en 2362,5 m² de terreno.
Asimismo, la universidad cuenta con cuatro estaciones experimentales y de docencia: de biología marina, en Las Cruces; de investigaciones ecológicas mediterráneas, en San Carlos de Apoquindo; de agronomía, en Pirque; y el observatorio astronómico UC en Santa Martina, Lo Barnechea.
El sistema bibliotecario de la universidad es uno de los mejores del país. El Sistema de Bibliotecas UC, SIBUC, cuenta con 9 bibliotecas, que ocupan una superficie de 21 741 m², con un total de 396 981 títulos y 1 669 436 volúmenes, entre libros y tesis.
Por otro lado, la universidad cuenta con sendos centros de extensión en las ciudades de Santiago y Rancagua.

### Campus Casa Central

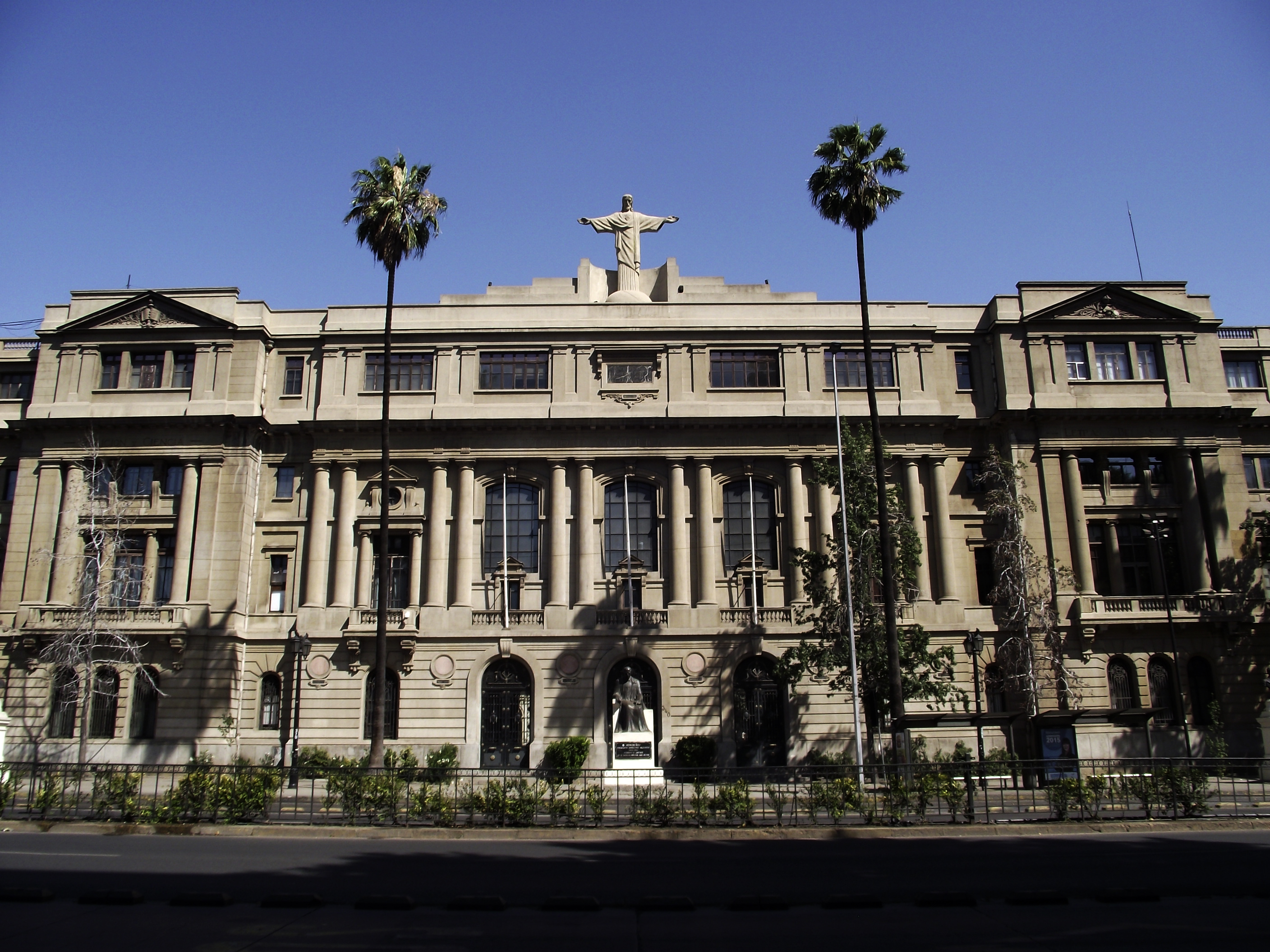
Fachada exterior principal de Casa Central.

Antes de la construcción de la actual Casa Central, la universidad se ubicaba en un antiguo edificio en calle Agustinas #1038, en el centro de Santiago. En 1899, con la creación del «Instituto de Humanidades de la Universidad Católica», se convino que no era recomendable que los alumnos secundarios del instituto se mezclaran con los jóvenes universitarios. De esta manera, se decidió dar un nuevo edificio para el Instituto en un predio situado en Alameda, entre las calles Lira y Maestranza, esta última actual Av. Portugal, donado por Monseñor Joaquín Larraín Gandarillas, ampliado posteriormente y en el cual después se construiría el Palacio Universitario.

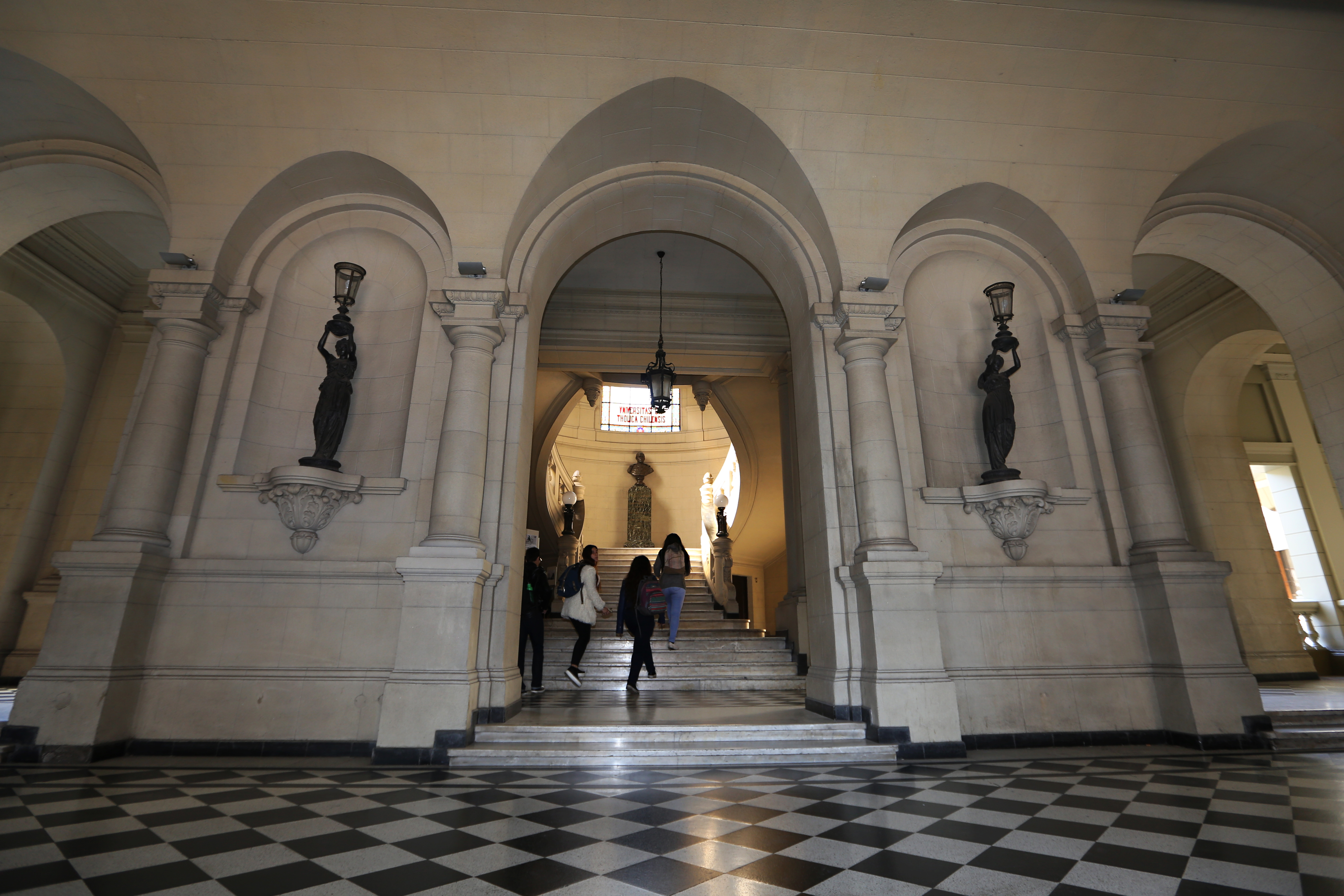
Interior de Casa Central.

Debido al sostenido crecimiento que experimentó la universidad en los primeros años del siglo XX, las autoridades universitarias decidieron dar curso a un proyecto que contemplaría la construcción de la sede definitiva para la casa de estudios. El proyecto arquitectónico debía desarrollarse en el terreno que poseía la universidad entre las calles Alameda, Maestranza, Marcoleta y Lira, el cual ocupaba una superficie de 26 000 m².
La construcción del Palacio Universitario comenzó en 1910 y terminó en 1917. El arquitecto Emile Jéquier, junto con su discípulo y primer arquitecto graduado de la UC, Manuel Cifuentes, hijo de Abdón Cifuentes, desarrolló los planos a partir del ya construido «Instituto de Humanidades». En su línea arquitectónica destaca el monumento al Sagrado Corazón en la parte superior de su fachada.
Hasta la década de 1960, casi la mayoría de las facultades y unidades académicas de la universidad funcionaron en la Casa Central. El gran crecimiento de la casa de estudios provocó un colapso en las instalaciones, por lo cual se decidió que algunas carreras, como ingeniería, se trasladaran al nuevo campus San Joaquín.
En la actualidad la Casa Central alberga las principales oficinas administrativas de la PUC, como la Rectoría, la Gran Cancillería, etc. En cuanto a unidades académicas, están presentes las facultades de Derecho, de Comunicaciones, de Ciencias Biológicas y la de Medicina. El campus Casa Central mantiene dos bibliotecas, la de Biomédica y la de Derecho y Comunicación, y una capilla central. 

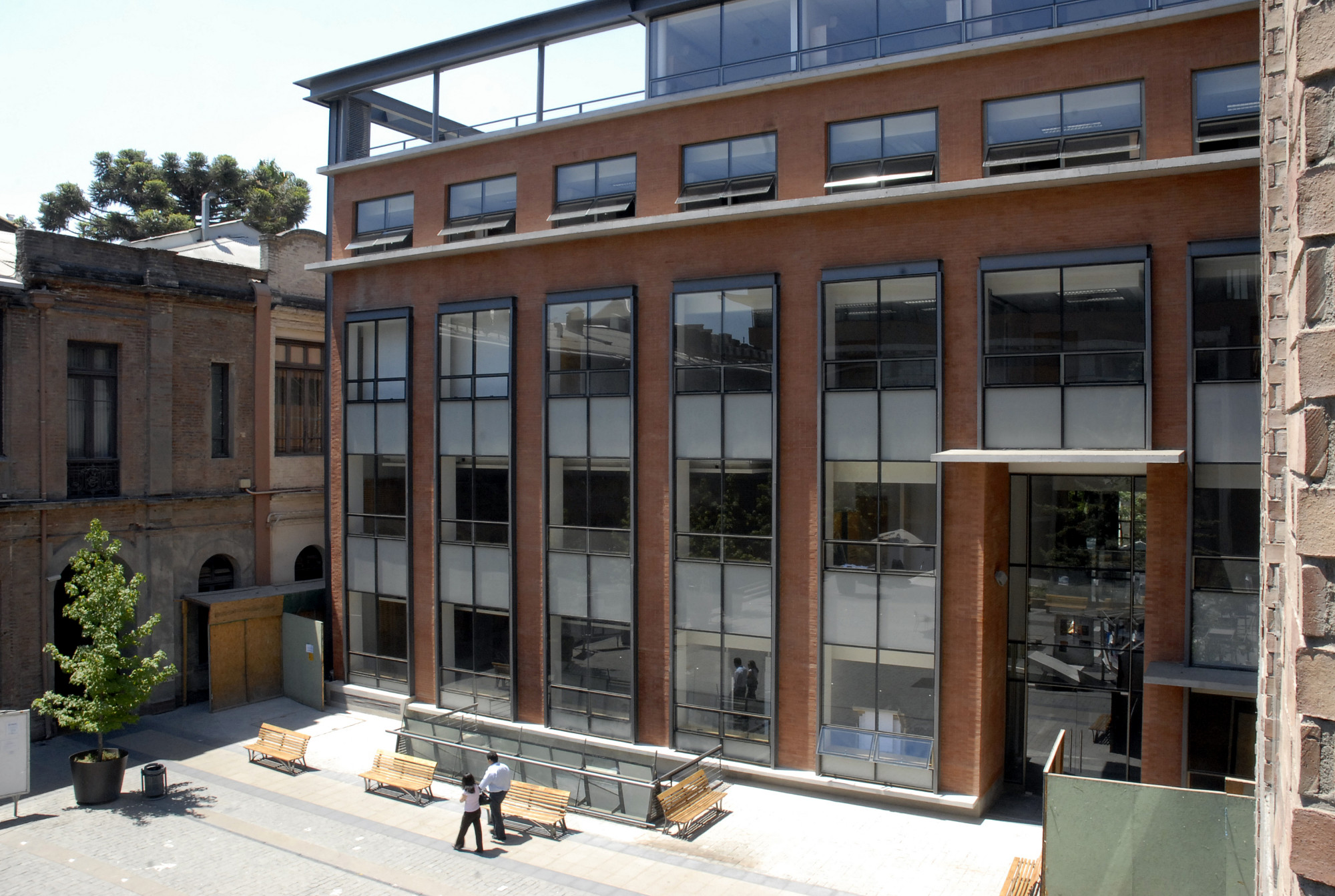
Edificio de la Facultad de Derecho.

En cuanto a la distribución de las unidades académicas en la Casa Central, la Facultad de Derecho ocupa el ala oriente del edificio, esquina de Alameda con Portugal. A sus espaldas se encuentra la Facultad de Ciencias Biológicas y la Facultad de Comunicaciones junto a las dos bibliotecas ya mencionadas. En la parte trasera del edificio, por avenida Marcoleta, se encuentran la Facultad de Medicina y el Hospital Clínico de la Pontificia Universidad Católica de Chile. El centro del edificio es ocupado por las oficinas administrativas de la Universidad y la capilla central. Por último, en el ala poniente del Palacio Universitario, se encuentra el Centro de Extensión de la Universidad, que ocupa el edificio anteriormente destinado al «Instituto de Humanidades Luis Campino». Asimismo, entre 1959 y 1999, la Casa Central de la Pontificia Universidad Católica de Chile, fue usada como fondo de presentación para diferentes programas y continuidad de la Corporación de Televisión de la Pontificia Universidad Católica de Chile, Canal 13, especialmente Teletrece, entre 1988 y 1992.
También se consideran parte del Campus algunas dependencias existentes en las manzanas aledañas a los edificios principales, y que pertenecen a la Universidad: las Placas Marcoleta (Centro del Cáncer, Reumatología, Medicina del Viajero y otros departamentos de la Facultad de Medicina), Centro Médico Carlos Casanueva, Jardín Infantil para hijos de funcionarios y el moderno edificio del MBA (Master of Business Administration) UC.

### Campus San Joaquín

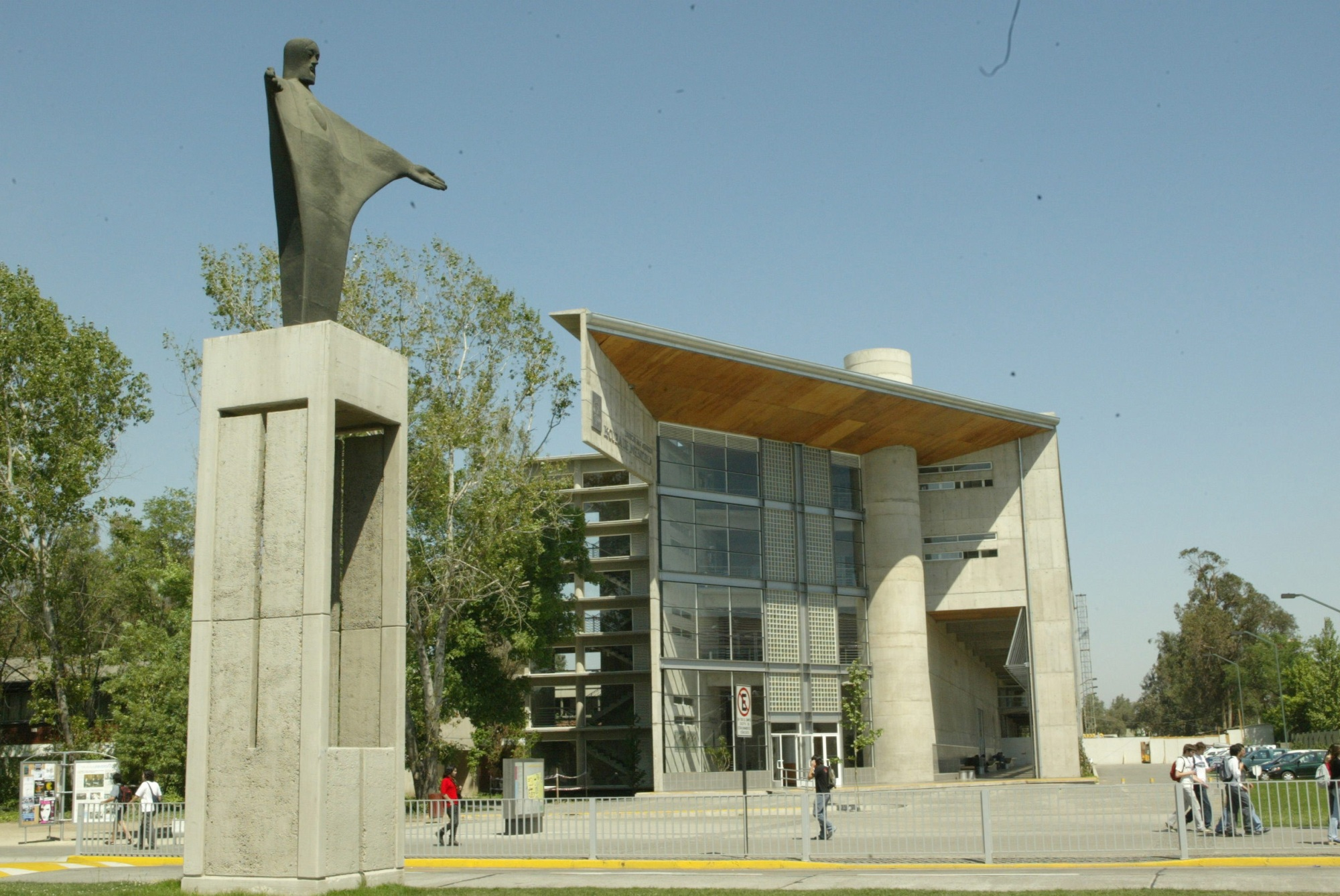
Entrada del campus San Joaquín.

La chacra de San Luis de Macul fue donada en 1891 a la universidad por Honoria Larraín de Gandarillas. Desde 1966, se han ido instalando ahí la mayor parte de las carreras.
Este campus es el más grande de todos. Cuenta con 506 176 m² de terreno y una superficie construida de 124 133 m², 63 edificios, 13 facultades más el College y un total de 22 405 alumnos. Se encuentra en la comuna de Macul, en el sector sur de Santiago. Asimismo, cuenta con una gran extensión de jardines y canchas deportivas, además de varias bibliotecas y casinos.

### Campus Oriente

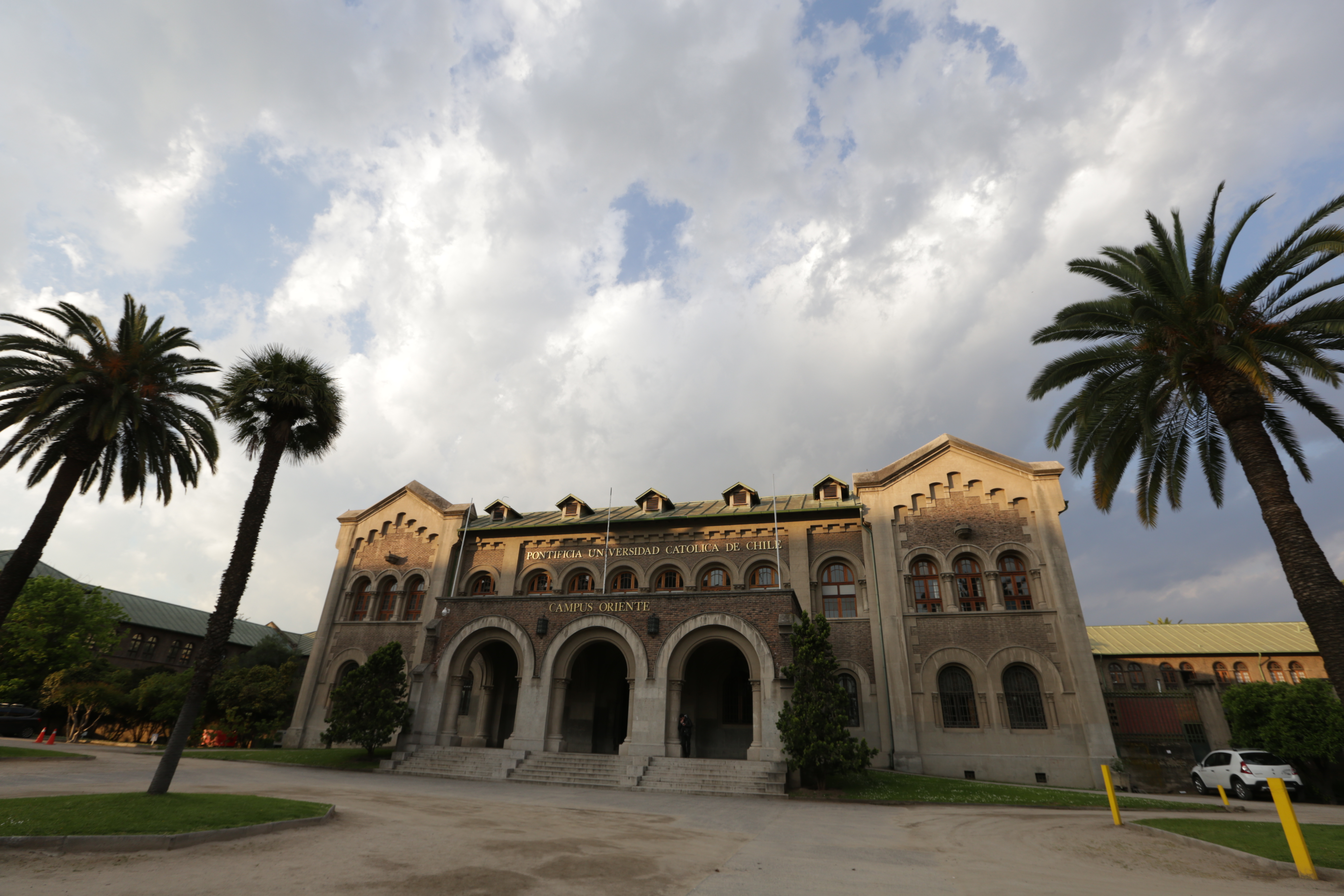
Campus Oriente.

El Campus Oriente, también llamado «Campus de las artes», alberga carreras artísticas (Artes, Música y Teatro) y, además, Pedagogía en Religión Católica. Se inauguró en 1971.
Las instalaciones fueron originalmente la sede del Colegio de los Sagrados Corazones de Providencia. Como su nombre lo indica, se ubica en el oriente de la ciudad de Santiago de Chile, en la Av. Senador Jaime Guzmán Errázuriz 3300, comuna de Providencia, en el límite con la comuna de Ñuñoa.
En este lugar dictaba su cátedra el senador Jaime Guzmán, y a la salida del mismo fue acribillado el 1 de abril de 1991 por miembros del Frente Patriótico Manuel Rodríguez (Autónomo); actualmente la calle de la entrada principal del campus lleva el nombre del exprofesor.

### Campus Lo Contador

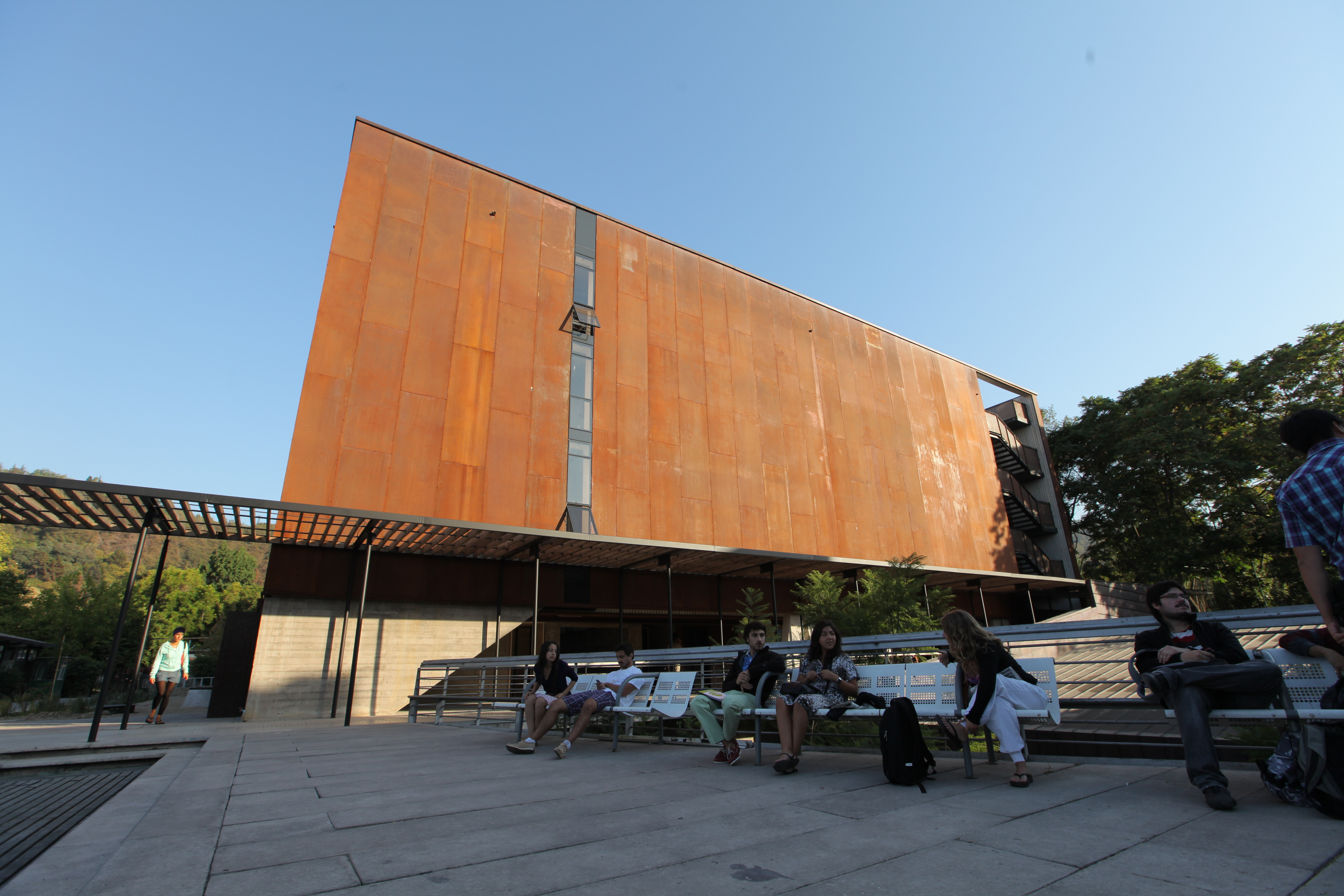
Campus Lo Contador.

El campus Lo Contador se encuentra en el Barrio Pedro de Valdivia Norte, en el corazón de la comuna santiaguina de Providencia. Se ubica exactamente en la calle El Comendador 1916.
La mayor parte del campus es ocupada por la Casona Lo Contador, la cual es una construcción colonial con una arquitectura rural sub urbana desarrollada en torno a una hacienda. Fue construida en 1780 por Francisco Antonio Avaria en adobe. Durante años la casona fue empleada como casa de retiros espirituales y residencia particular. Sin embargo, durante los años 1930, Luis Martínez decidió vender la casa a un precio mínimo a la Pontificia Universidad Católica de Chile y a Sergio Larraín García Moreno, profesor de la casa de estudios. Larraín García Moreno fue el gran impulsor de la compra de los terrenos por parte de la universidad y fue quien finalmente aseguró a la familia Martínez que la casona se conservaría en buenas manos.
Antes de morir, Avaria había cedido los terrenos y la casona a su sobrina, Mercedes Contador. De su apellido, el campus tomó su nombre. La casona fue declarada Monumento Nacional.[cita requerida] Además de la casona, en el campus existen otros edificios, todos pertenecientes a la Facultad de Arquitectura, Diseño y Estudios Urbanos, la única que ocupa el campus. En el campus destaca su moderna y magnífica biblioteca subterránea.[cita requerida]
La Facultad de Arquitectura se trasladó al Campus Lo Contador en 1958.

### Campus Regional Villarrica

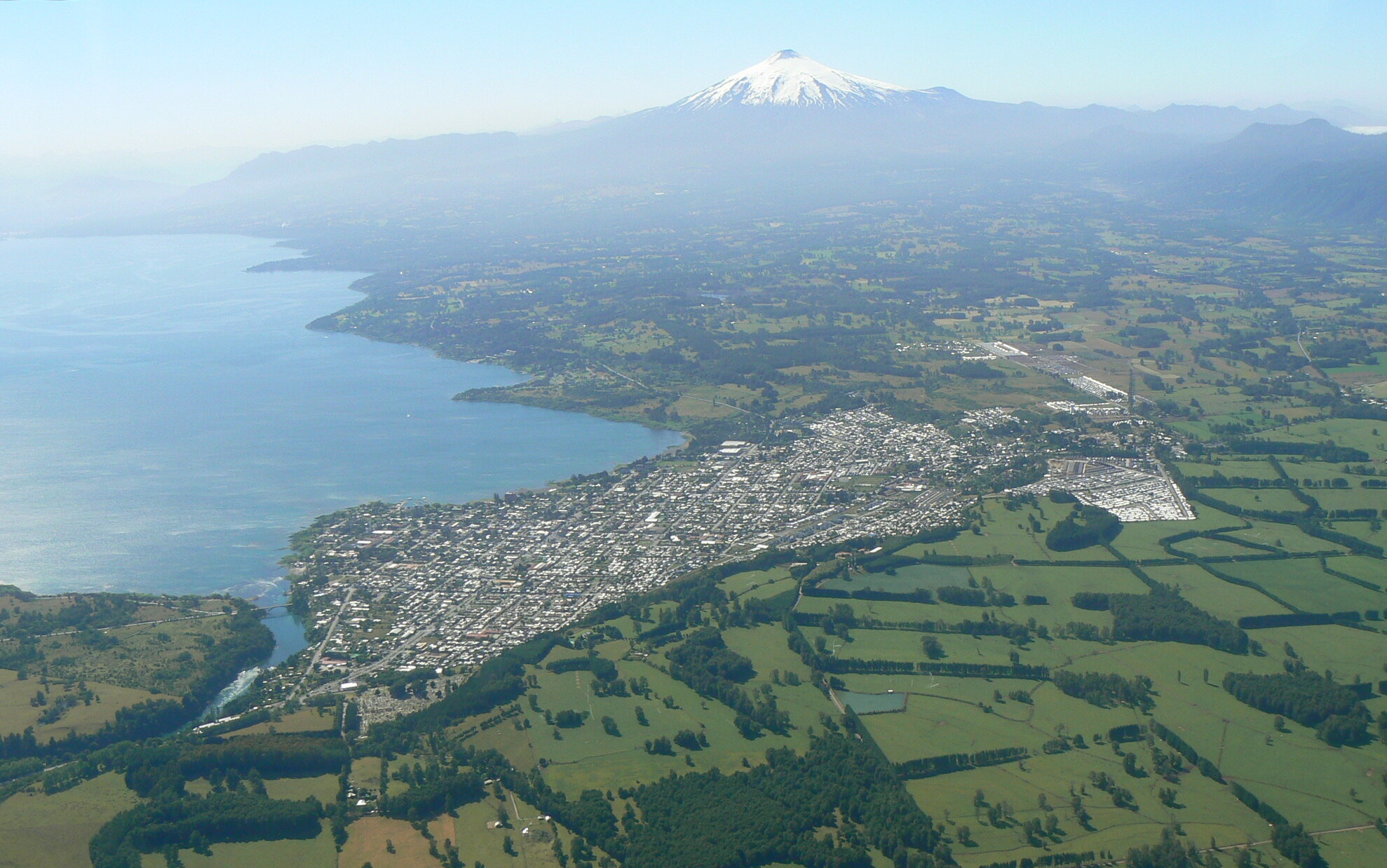
Vista aérea de Villarrica.

El Campus Regional Villarrica actualmente es una Unidad Académica de la universidad ubicada en la ciudad de Villarrica en la Región de la Araucanía, en el sur de Chile. Esta unidad se dedica a la formación de profesores y profesoras de Educación General Básica y Educación de Párvulos, el perfeccionamiento de docentes (Diplomados y Postítulos), la investigación educativa y el desarrollo de programas de extensión.
Sus orígenes se remontan a la época cuando las Misiones que mantenían religiosos en el sur de Chile tempranamente demandaron la colaboración de laicos que pudiesen llevar adelante la labor educativa entre la población mapuche y en los primeros centros poblados que se estaban formando a principios del siglo XX. Para capacitar a estos laicos, la Prefectura Apostólica de la Araucanía comenzó a realizar cursos de preparación pedagógica en 1925. Así surgió la necesidad de preparar sistemáticamente a los profesores para que pudieran cumplir con esta tarea, creándose la Escuela Normal de San José de la Mariquina en 1936. Ese mismo año, se reconoció a la escuela para formar profesores. Los títulos entregados por esta entidad impedían que los docentes se desarrollaran en escuelas públicas, por lo cual, en 1952, se iniciaron las gestiones para regularizar esta situación, obteniéndose el reconocimiento como institución dependiente de la Facultad de Filosofía y Letras de la Pontificia Universidad Católica de Chile, el 14 de marzo de 1953. Desde entonces, el Campus Villarrica ha sido parte de la universidad, y la única que siguió permaneciendo a esta después del proceso de descentralización de las sedes regionales de la casa de estudios.
La Unidad mantiene dos campus en la sureña ciudad:
- El «Campus Paul Wevering» está ubicado en calle Bernardo O'Higgins 501, Villarrica. Es un edificio de moderna construcción donde se desarrolla casi toda la actividad relacionada con los programas académicos, dirección y administración. Cuenta con modernas salas de clase, laboratorios, talleres, gimnasio, casino, biblioteca y un museo etnográfico mapuche.
- El «Campus Afunalhue», ubicado en el camino a Lican Ray, mantiene una Granja Educativa, un Centro de Capacitación y una Quesería Artesanal donde se desarrollan las principales actividades del Programa de Educación de Adultos y Desarrollo Rural, además de actividades extra programáticas y complementarias. Cuenta con facilidades de alojamiento y alimentación para 70 personas.

## Áreas de estudio

### Facultades, escuelas e instituciones
Actualmente, la universidad cuenta con dieciocho facultades distribuidas en cuatro campus en Santiago:
- Facultad de Agronomía y Sistemas Naturales
- Facultad de Arquitectura, Diseño y Estudios Urbanos
  - Escuela de Arquitectura
  - Escuela de Diseño
  - Instituto de Estudios Urbanos
- Facultad de Artes
  - Escuela de Arte
  - Escuela de Teatro
  - Instituto de Música
- Facultad de Ciencias Biológicas
- Facultad de Ciencias Sociales
  - Escuela de Antropología
  - Escuela de Psicología
  - Escuela de Trabajo Social
  - Instituto de Sociología
- Facultad de Comunicaciones
- Facultad de Derecho
- Facultad de Economía y Administración
  - Escuela de Administración
  - Instituto de Economía
- Facultad de Educación
- Facultad de Filosofía
  - Instituto de Estética
  - Instituto de Filosofía
- Facultad de Física
  - Instituto de Astrofísica
  - Instituto de Física
- Facultad de Historia, Geografía y Ciencia Política
  - Instituto de Ciencia Política
  - Instituto de Geografía
  - Instituto de Historia
- Facultad de Ingeniería
  - Escuela de Construcción Civil
  - Escuela de Ingeniería
  - Instituto de Ingeniería Matemática y Computacional (también pertenece a La Facultad de Matemática)
- Facultad de Letras
- Facultad de Matemática
- Facultad de Medicina
  - Departamento de Ciencias de la Salud (carreras de Fonoaudiología, Kinesiología, Nutrición y dietética y Terapia Ocupacional)
  - Escuela de Enfermería
  - Escuela de Medicina
  - Escuela de Odontología
- Facultad de Química y de Farmacia
- Facultad de Teología
- College UC

La Escuela de Gobierno pertenece a las facultades de Ciencias Sociales, Derecho, Economía y Administración, Historia, Geografía y Ciencia Política e Ingeniería. La Escuela de Medicina Veterinaria está bajo el control de las facultades de Agronomía y Sistemas Naturales, Ciencias Biológicas y Medicina. El Instituto de Ingeniería Biológica y Médica está bajo la dirección de las facultades de Ingeniería, Medicina y Ciencias Biológicas; mientras que el Instituto de Ingeniería Matemática y Computacional se halla dirigida por las facultades de Matemáticas e Ingeniería.
Campus Villarrica es un campus que tiene como misión «contribuir [...] al desarrollo sustentable de la Región de la Araucanía y del país en el ámbito de la educación y el desarrollo local», donde se dictan las carreras de Pedagogía en Educación General Básica y Pedagogía en Educación Parvularia.

### Acuerdos con universidades en el mundo
Actualmente, la Pontificia Universidad Católica de Chile cuenta con 585 convenios con instituciones de educación en 55 países de todo el mundo. Asimismo, existe la posibilidad de acceder a la beca Vicerrectoría Académica UC (VRA), la cual presta financiamiento a los estudiantes de buen rendimiento que realizan un intercambio estudiantil en el extranjero. A 2016, la UC contaba con 1400 alumnos provenientes de 42 países.

## Organización estudiantil

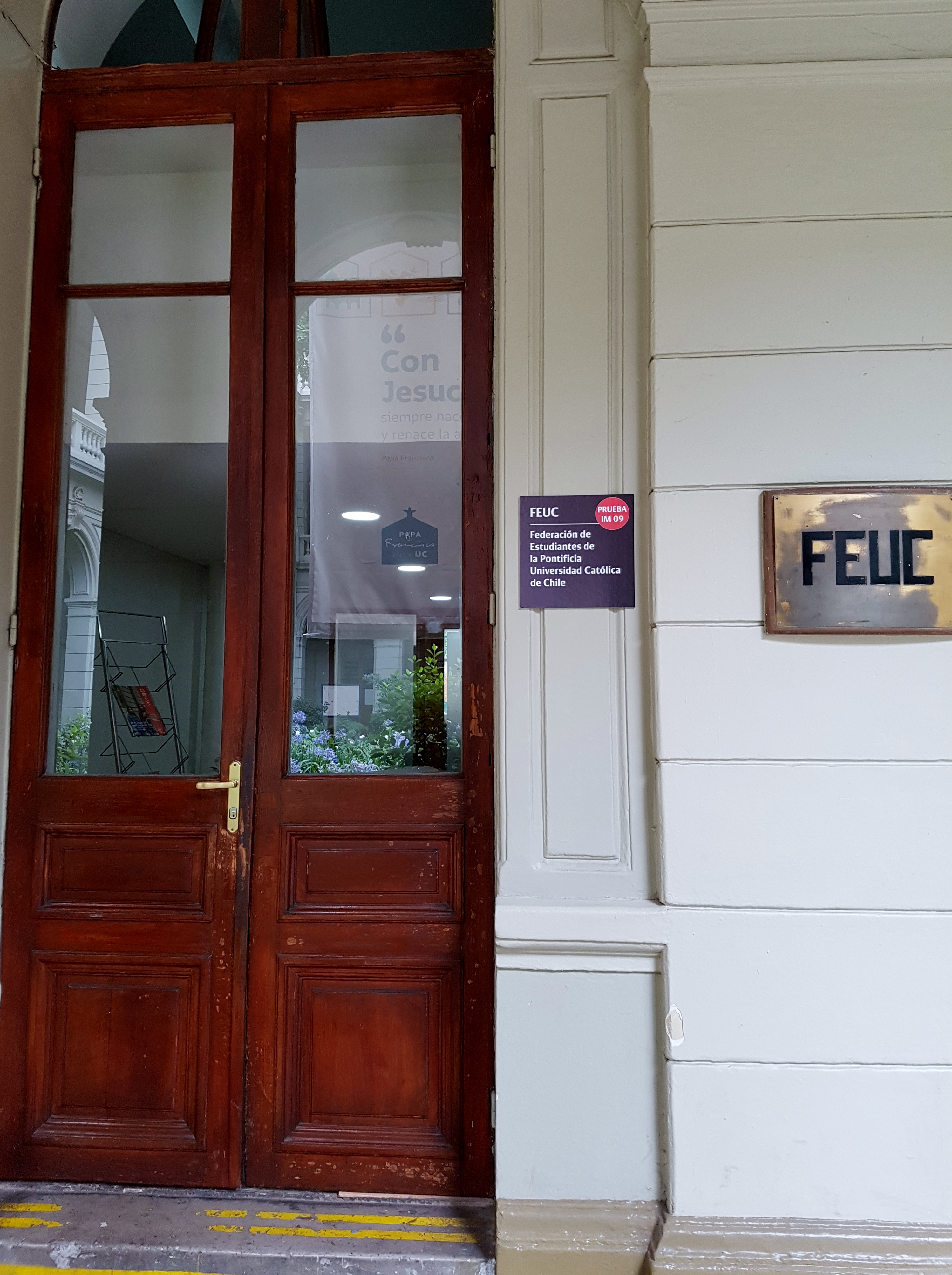
Oficina FEUC

La Federación de Estudiantes de la Universidad Católica de Chile (FEUC) es el organismo oficial de representación de los alumnos de la Pontificia Universidad Católica de Chile. Fundada en 1938, está encabezada por una directiva de seis miembros, el consejero superior y los 32 consejeros territoriales que forman el Consejo Ejecutivo quienes representan a más de 25 000 alumnos de la Universidad. Los representantes son elegidos por el periodo de un año mediante votación universal de los alumnos.

## Vínculo con la sociedad
La iniciativa, participación y extensión de la Universidad en múltiples ámbitos de interés nacional opera y depende de la Prorrectoría de Gestión Institucional, dirección superior encargada de apoyar a la Rectoría en el control, relación e implementación institucional, propuesta al Consejo Superior y tutelada por la Gran Cancillería, con el propósito de intervenir, hacer y ser universidad e Iglesia con proyección, contribuyendo con relevancia y cumpliendo la misión UC desde distintas áreas y desde importantes aportes de la universidad para la sociedad.

### Organizaciones filiales
- Ceauc
- Dictuc S.A.
- FIUC
- Friends UC Inc
- Fundación Club Deportivo Universidad Católica - CDUC (Ramas deportivas a nivel nacional, incluye Cruzados Sdap)
- Fundación Conecta Mayor
- Fundación Copec UC
- Fundación DuocUC
- Fundación Hospital Josefina Martínez
- Fundación Hogar Catequístico Juanita Ossa Valdés
- Fundación Juan Pablo II
- Fundación Mavi UC
- Fundación San Agustín
- Fundación de Vida Rural
- Radio Beethoven: Estación de radio ubicada en el 97.7 MHz del dial FM en Santiago.
- UC Christus (Hospital Clínico de la Universidad Católica y Red de Salud)

## Divisiones y actividades extracurriculares
Las unidades de Cancillería, despliegan divisiones de actuación pastoral. Las unidades de extensión, dependen de la Vicerrectoría de Comunicaciones, sus divisiones son responsables de la gestión, preservación y difusión del patrimonio, la cultura y educación. Las unidades de vicerrectorías y facultades, adscriben a su dependencia, divisiones, centros y proyectos extracurriculares, disciplinares y aplicados.

### Unidades de cancillería
- Capellanía General
- Pastoral UC: de la Dirección de Pastoral y Cultura Cristiana.

### Unidades de extensión, vicerrectorías y facultades
- Preuniversitario UC
- Ediciones UC
- Almacén UC
- Media UC
- Visión UC
- Visión Universitaria
- Centro de Eventos

- Centro de Innovación UC: de la Vicerrectoría de Investigación
- Radio UC: de la Facultad de Comunicaciones.
- Teatro UC: de la Facultad de Artes
- CITUC (Centro de Informaciones Toxicológica y de Medicamentos): de la Facultad de Medicina
- Centro Síndrome de Down: Inter facultades
- Centro de Políticas Públicas UC: Inter facultades
- Elige Educar del Centro de Políticas Públicas UC
- Centro Mide UC: de la Facultad de Ciencias Sociales
- Cedeti de la Facultad de Ciencias Sociales
- Centro UC (Encuestas y Estudios Longitudinales): de la Facultad de Ciencias Sociales
- Teleduc: del Centro UC
- Clapes UC: del Centro UC

### Proyectos de vinculación destacados
- Calcuta UC
- Belén UC
- Rostros UC
- Exhibición Violeta Parra
- Proyecto Chile mira a sus poetas
- Fundación Stgo Cerros Isla
- Penta
- Talento e Inclusión
- Jump Chile
- Ciapep
- Piane
- Revista de Libertad Religiosa
- Clínica Jurídica
- Laboratorio Fauna Australis

## Filiales históricas
Empresas y sociedades en donde la universidad participó históricamente; en su fundación, administración, participación y propiedad. Constituyen un patrimonio filiativo histórico de la participación universitaria.

#### Desde el retorno a la Democracia
- Empresas UC (Sociedad sucedida por la Prorrectoria de Gestión Institucional)
- Canal 13: Corporación de Televisión de la Universidad Católica de Chile y su holding de medios - Radios y Televisión (Hasta 2017, año en que la Universidad vendió su propiedad).
- Red Educa UC (Salida de su participación en 2017)
- Fundación Instituto Profesional Catequístico Universidad Católica (Actividades desde 1936 hasta 31 de dic. de 2020)

#### Direcciones disueltas por la Dictadura (Intervención de la Rectoría delegada)
- Departamento de Historia Económica y Social UC (Clausurado por la Dictadura)
- PRESCLA: Programa de Estudios Sindicales y Capacitación Laboral (Clausurado por la Dictadura)
- CEREN: Centro de Estudios de la Realidad Nacional (Clausurado por la Dictadura)
- CEA: Centro de Estudios Agrarios (Clausurado por la Dictadura)
- Centro Interdisciplinario de Desarrollo Urbano (Suprimido y reorganizado por la Dictadura)

## Vinculaciones
- Arzobispado de Santiago
- Conferencia Episcopal de Chile
- Nunciatura Apostólica, Santa Sede, Estado Vaticano